# 9 Łódzka Brygada Obrony Terytorialnej
9 Łódzka Brygada Obrony Terytorialnej im. gen. bryg. Stanisława Sojczyńskiego, ps. „Warszyc” (9 ŁBOT) – związek taktyczny Wojsk Obrony Terytorialnej Wojska Polskiego.

## Struktura organizacyjna
Struktura:
- Dowództwo brygady – Łódź[1]
- 9 kompania dowodzenia – Łódź
- 9 kompania logistyczna – Łódź
- 9 kompania saperów - Łódź
- 91 batalion lekkiej piechoty – Zgierz
- 92 batalion lekkiej piechoty – Kutno
- 93 batalion lekkiej piechoty – Łask
- 94 batalion lekkiej piechoty – Piotrków Trybunalski (planowany)

Insygnia
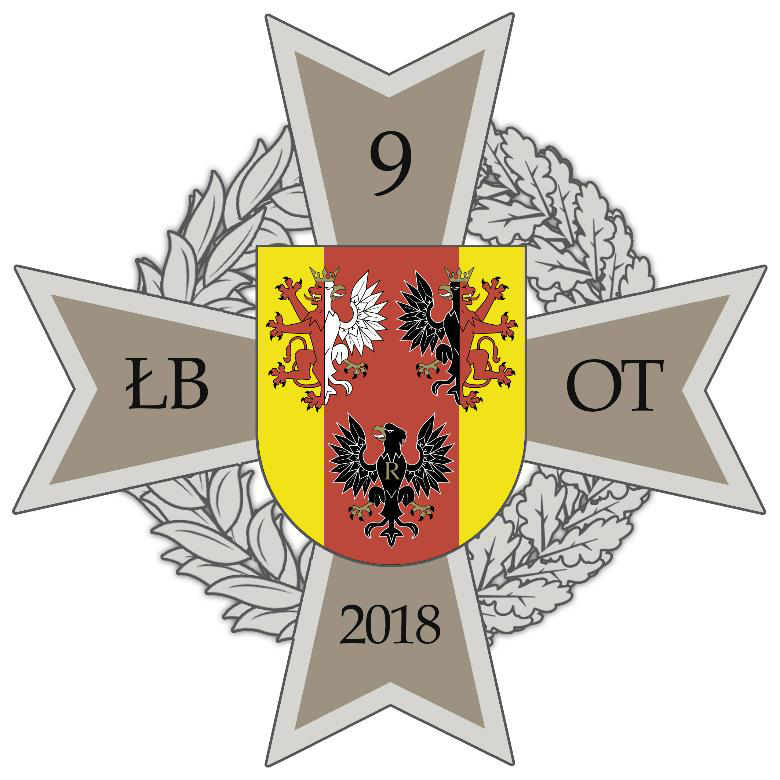
Odznaka pamiątkowa
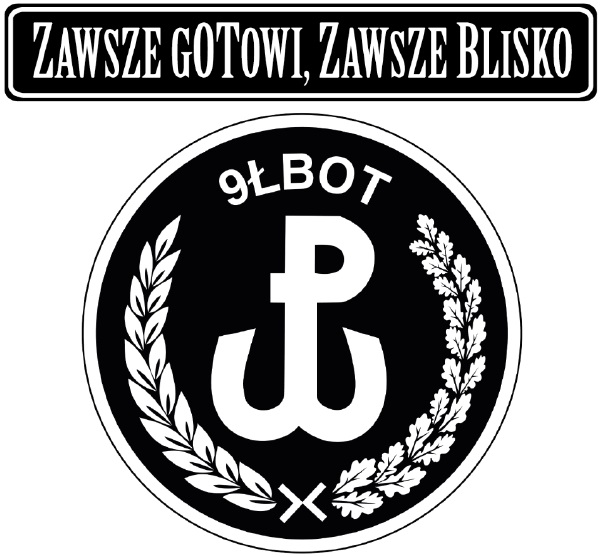
Oznaka rozpoznawcza na mundur wyjściowy
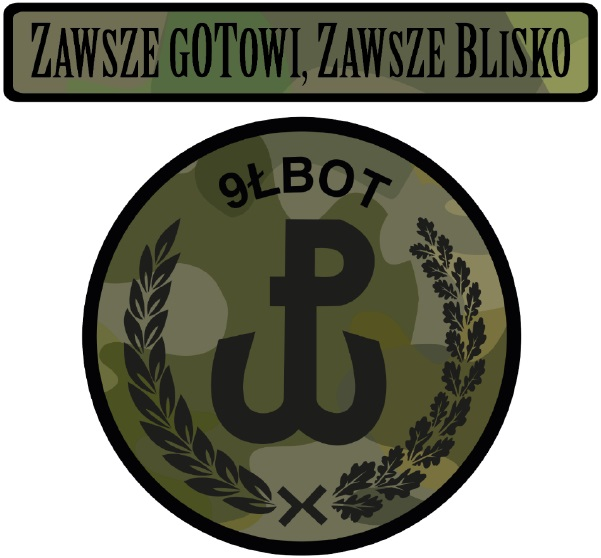
Oznaka rozpoznawcza na mundur polowy

## Dowódcy brygady
- płk Paweł Wiktorowicz (od 2018)[2]
- po ppłk Marcin Markiewicz (2023)
- płk Sławomir Miazga (2024)